# Зоркальцево
Зо́ркальцево — село в Томском районе Томской области, административный центр Зоркальцевского сельского поселения.
Население — 1236 человек (2012), 1273 (2015).
Село расположено на реке Порос, к югу от Шегарского тракта, в 20 км от Томска. Несколько раз в день через село проходят рейсовые автобусы соединяющие Томск с населёнными пунктами: Борики, Верхнее Сеченово, Кожевниково, Мельниково, Моряковский Затон.

## История
Населённый пункт был основан около 1734 года уральским казаком Матвеем Зоркальцевым, который из села Спасского (ныне Коларово) по реке отправился на северо-запад от Томска, где и основал село, названное в его честь. Здесь он оседает и переходит в сословие государственных крестьян.
Первые сведения о селе Зоркальцево встречаются в книге немецкого историка Герхарда Фридриха Миллера (в октябре 1734 года он проезжал через село как участник Сибирской экспедиции) «Описание Томского уезда Тобольской провинции Сибири» в списке большинства русских деревень, относящихся к Томскому уезду, где записано следующее:
… Непосредственно к городу относящаяся. Поросский стан, на западной стороне реки Томи деревня Зоркальцево [Зоркольцова], на восточном берегу, в 2 верстах от деревни Медведково …
В 1740 году немецкий историк Г. Ф. Миллер писал о селе в «Путешествии по воде вниз по Томи и Оби от Томска до Нарыма. 1740 год» следующее:
… 25 мая отплыли во второй половине дня в 5 часов. Ночью с 25 на 26 мая. Дер. Зоркальцева, в 1 версте от деревни Бубенного …
В 1782 году деревня входила в Томский уезд Колыванской области Сибирской губернии. Относилась к числу приписных к заводам деревням Томского ведомства.
В старину через село проходил Нарымский тракт и бытует легенда, что именно в селе останавливался на ночлег прадед Пушкина арап Петра Великого — Абрам Петрович Ганнибал, когда его отправили в ссылку в Иркутск.
В 1821 году был построен храм (Богородице-Одигитриевская церковь) и дом священника, которые соединяются между собой подземным ходом.
В 1859 году казённое село Зоркальцево находилось при реке Порос на 4 участке тракта. В селе насчитывалось 32 двора.
Во второй половине XIX века Томская губерния втягивается в орбиту капиталистического развития. В Томске строятся предприятия, организуется регулярное судоходство на Томи и Оби, растёт число лавок, кипит торговля.
В 1869 году купец II гильдии Вытнов, Василий Никифорович построил здесь винокуренный завод Петровский № 3 (в 1894 году его переоборудовал). Горный инженер по профессии, он создал торговый дом «В. Вытнов с сыном Петром». Производительность Зоркальцевского завода была 180 683 ведра спирта в год.
В 1878 году село входило в Нелюбинскую волость в 12 верстах от Нелюбино. В селе насчитывалось 8 дворов, 30 отдельных жилищных изб: 38 жилищных строений.
Имелись в селе: церковь, питейный дом.
В 1885 году насчитывалось в селе 35 дворов.
В 1886 году купец I гильдии С. С. Валгусов построил мукомольную мельницу на реке Порос, там, где находится современный мост, остатки её существуют до сих пор, а
2 февраля 1890 года, по инициативе и на деньги этого же купца, была открыта одноклассная церковно-приходская школа. (См.: История школы села).
В 1893 году уже насчитывалось 46 крестьянских двора и 2 некрестьянских. В селе имелись: церковь, церковно-приходская школа, мелочная лавка, крупчатая мельница, винокуренный завод, 2 частных питейных заведения.
На 1899 год в селе было 37 крестьянских двора и 7 некрестьянских. В селе насчитывалось удобной земли 4693 десятины, неудобной земли 298 десятин. В селе числились следующие заведения: церковь деревянная, церковно-приходская школа, питейное заведение, крупчатая мельница, мукомольная мельница, винокуренный завод с телефоном.
В 1911 году в селе уже числилось 64 двора. Во владении селения состояло 4991 десятина земли. В селе находились: церковь деревянная, церковно-приходская школа, казённая винная лавка, 4 мелочные торговые лавки.
В 1918 году спиртзавод П. В. Вытнова, мельница Валгусова были национализированы и стали государственными предприятиями.
В период НЭПа, (1920-е годы) в селе существовали 2 типа коллективных хозяйств: коммуна и ТОЗ.
В годы коллективизации сельского хозяйства, в 1930 году, в Зоркальцево возник колхоз «Заветы Ильича».
В 1946 году из местной недействующей церкви иконостас XVIII века был перевезён в открывшийся Свято-Троицкий храм Томска.

## Современность
Сегодня в селе имеются улицы: Южная, Кедровая, Комсомольская, Лесная, Мира, Молодёжная, Октябрьская, Рабочая, Советская, Совхозная, Солнечная, Трактовая. Переулки: Клубный, Подгорный.
В селе имеются: школа, клуб, библиотека, детский сад, почтовое отделение, филиал Сбербанка, сельскохозяйственное предприятие АО «Курьер» — ранее АОЗТ «Октябрь».

## Слобода Вольная

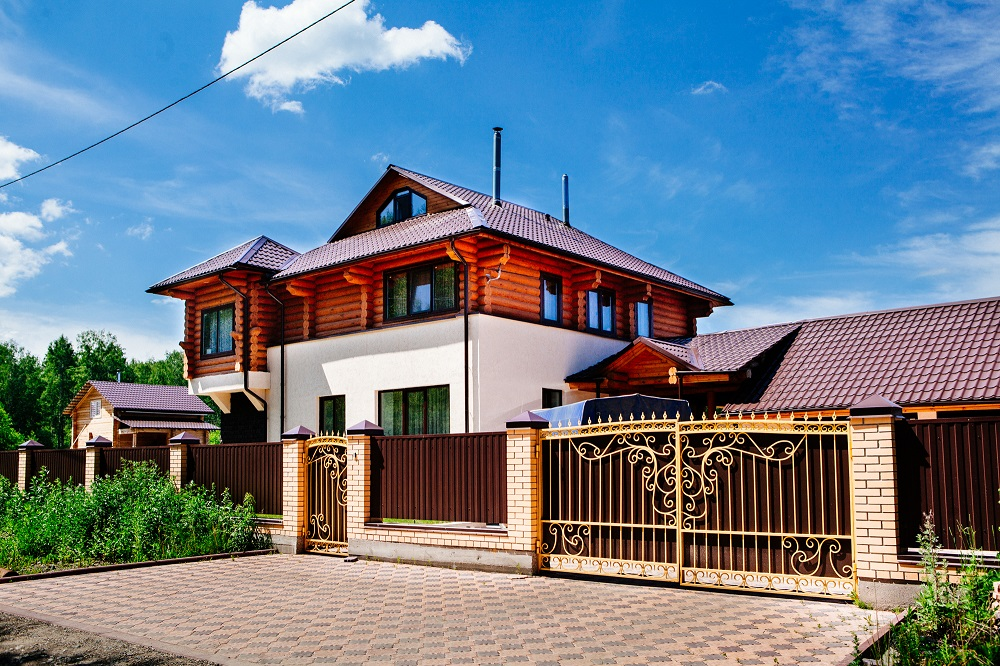
Коттедж в Слободе Вольная

Недалеко от Зоркальцева находится коттеджный посёлок Слобода Вольная. Основателем посёлка является предприниматель Сергей Викторович Вольный, который первоначально искал в окрестностях Томска место для постройки собственного коттеджа. В итоге он остановился на участке неподалёку от села Зоркальцево и основал там коттеджный посёлок, выкупив землю в 2006 году. Первые двадцать домов в Слободе появились в 2008 году. Всего к постройке планировалось 264 домов. Также предполагалось открытие областного центра возрождения деревянного зодчества, в котором должны были расположится: плотницкий центр, конгресс-центр, музей топора и музей водки, православная часовня, гостиница, два продовольственных магазина, детсад, салон красоты, бизнес-центр и здание управляющей компании. Кроме этого Сергей Вольный планировал постройку четырёх видов бань (русская, баня «по-чёрному», турецкая и финская), купели с колодезной водой, чайного домика «Посиделки», блинного бара и авторского ресторана русской кухни. По состоянию на 2018 год посёлок подключён к водоснабжению, газоснабжению, электричеству и интернету.
На территории посёлка расположен парк «Околица» и крытый каток. Ежегодно в парке проводится международный фестиваль народных ремёсел «Праздник топора». В 2017 году в Слободе Вольной планировалась установка самой большой ледяной скульптуры собачий стаи в мире.

## История школы села
Инициатором открытия школы в Зоркальцеве выступил купец Семён Валгусов, на деньги которого позднее, а именно 2 февраля 1890 года, и была открыта в селе одноклассная церковно-приходская школа. Её здание было деревянным и вмещало до тысячи учеников. Купец Валгусов завещал школе проценты с капитала в 1000 рублей, которые лежали на счёте в банке. В 1890 году в школе обучалось 45 крестьянских детей, обучение было бесплатным.
Первым заведующим школой был священник Зоркальцевского прихода Мирон Вознесенский, он же преподавал Закон Божий. Первая учительница Зоркальцевской школы, Дроздовская Екатерина Ивановна, окончила курсы Епархиального женского училища в Томске и давала хорошие знания детям. Попечитель школы А. Родюков покупал детям на свои деньги тетради, ручки, перья, книги. Дети обучались Закону Божьему, письму, чтению, арифметике, церковному пению. Специальный орган — Епархиальный училищный Совет платил жалованье учительнице 180 рублей, 40 рублей собирало Зоркальцевское сельское общество, 20 рублей — церковь. Жители села ценили и уважали учительницу: на свои деньги снимали квартиру для неё, заготавливали дрова и даже нанимали прислугу. После окончания гражданской войны церковь закрыли, но занятия в церковно-приходской школе возобновились.
В 1920 году была открыта Зоркальцевская единая трудовая школа I ступени. Заведующей школой в 1920—1922 гг была Миловзорова Александра Ивановна, учителем — Гольдберг Надежда Иосифовна.
В 1930 году в школе работали заведующий Аркадий Аверьянович Краско и его жена Елена Ивановна. Это были очень грамотные, интеллигентные люди, которые любили детей, давали им хорошие знания.
В 1933 году в селе Зоркальцево была открыта неполная средняя школа-семилетка. Она находилась в бывшей конторе купца Вытнова и называлась ШКМ — школа колхозной молодёжи. Первым директором школы был Куршаков Николай Александрович. Позже приехал его брат, Василий Александрович, и стал работать математиком и пионервожатым. Василий Александрович оставил нам воспоминания о работе в Зоркальцевской школе: «Школа у нас была небольшая — 7 классных комнат и интернат для детей из Берёзкина, Быкова, Петрова. Напротив основного здания — столярная мастерская. Обучалось в школе 195 детей: в первом классе — 29 учеников, во втором — 21, в третьем — 23, в четвёртом — 33, в пятом — 42, в шестом — 27, в седьмом — 20. Работало девять педагогов…».
В 1937 году Н. А. Куршакова перевели директором в Томскую неполную среднюю школу № 14. Куршакова сменил Чиндин Александр Иванович, но в октябре 1937 года он был арестован, а 25 декабря расстрелян как враг народа. Впоследствии был реабилитирован. Директором школы стал Кундич Виктор Юлианович, проработавший здесь до 1941 года, затем после двух лет фронта он вновь вернулся в родную школу. Время шло.
В 1960 году Зоркальцевская восьмилетняя школа реорганизована из семилетки и действовала до 1989 года.
Новое здание было построено всего за один год. 1 сентября 1989 года через сто лет состоялось торжественное открытие школы в новом здании. Огромную роль в её строительстве сыграл Анатолий Галеевич Валиуллин, в то время директор совхоза «Октябрь». Сегодня это Зоркальцевская средняя школа.

## Промышленность и сельское хозяйство
В селе действует сельскохозяйственные предприятия ООО «Агрофирма Зоркальцевская», АО «Курьер».
Планируется создать сельскохозяйственный оптово-розничный комплекс Томской области в целях поддержки местных сельхозпроизводителей. Проект намерено реализовать ЗАО «Терминал». В составе комплекса, который планируется разместить близ Зоркальцево, будут построены овощехранилище, склады, предприятие по обслуживанию транспорта, база реализации сельхозпродукции.

## Население
Численность населения села (количество человек на конкретный год):
| Год  | Всего | Мужчины | Женщины |
| ---- | ----- | ------- | ------- |
| 1859 | 238   | 129     | 109     |
| 1893 | 255   | 137     | 118     |
| 1899 | 458   | 239     | 219     |
| 1911 | 285   | 170     | 115     |
| 2002 | 1192  | ?       | ?       |
| 2010 | 1205  | ?       | ?       |
| 2011 | 1248  | ?       | ?       |
| 2012 | 1236  | ?       | ?       |
| 2015 | 1273  | ?       | ?       |

| 2002  | 2008  | 2009  | 2010  | 2011  | 2012  | 2013  |
| ----- | ----- | ----- | ----- | ----- | ----- | ----- |
| 1170  | ↗1228 | ↗1268 | ↘1245 | ↗1250 | ↘1236 | ↘1232 |
| 2014  | 2015  | 2021  |       |       |       |       |
| ↗1265 | ↗1273 | ↗1572 |       |       |       |       |